# هیز (کارولینای شمالی)
هیز (به انگلیسی: Hays) شهری در ایالت کارولینای شمالی کشور ایالات متحده آمریکا است که جمعیت آن در سرشماری سال ۲۰۱۰ میلادی، ۱٬۸۵۱ نفر بوده‌است.